# Svartkronad batis
Svartkronad batis (Batis erlangeri) är en fågel i familjen flikögon inom ordningen tättingar.

## Utbredning och systematik
Svartkronad batis delas in i två underarter med följande utbredning:
- Batis erlangeri erlangeri – sydöstra Nigeria och Kamerun österut till södra Sudan, Eritrea och Etiopien och söderut till östra Demokratiska republiken Kongo, Burundi, nordvästra Tanzania och västra Kenya
- Batis erlangeri congoensis – Gabon och södra Republiken Kongo söderut till norra Angola och österut till sydvästra Demokratiska republiken Kongo

Tidigare behandlades den som en underart till sotkronad batis (B. minor).

## Status och hot
Arten har ett stort utbredningsområde, men tros minska i antal, dock inte tillräckligt kraftigt för att den ska betraktas som hotad. Internationella naturvårdsunionen IUCN listar arten som livskraftig (LC).